# Noah Ngeny
Noah Kiprono Ngeny (født 2. november 1978 i Kabenas, Kenya) er en kenyansk atletikudøver (mellemdistanceløber), der er bedst kendt for sin guldmedalje i mændenes 1500 meter løb ved OL i Sydney 2000. Her besejrede han sensationelt storfavoritten Hicham El Guerrouj fra Marokko. Han vandt desuden sølv på samme distance ved VM i Sevilla i 1999.